# Гренвиль, Уильям
Уильям Гренвиль, 1-й барон Гренвиль (англ. William Wyndham Grenville; 25 октября 1759[…], Бакингемшир — 12 января 1834[…], Бакингемшир) — премьер-министр Великобритании, находившийся в должности в 1806—1807 годах.

## Биография
Сын премьер-министра от партии вигов Джорджа Гренвиля и Елизаветы Виндхам, дочери государственного деятеля тори Уильяма Виндхама. Учился в Итонском колледже, Крайст Чёрче и в Линкольнс-Инн.
Был избран в палату общин в 1782 году, когда его старший брат, Томас, уже являлся членом парламента.
Гренвиль вскоре стал близким союзником премьер-министра, своего двоюродного брата Уильяма Питта младшего, а также служил в правительстве в качестве казначея армии с 1784 по 1789 год. В 1789 году, прежде чем занять пост министра внутренних дел, он недолго пробыл спикером британской палаты общин. Уильям Гренвиль уже стал лидером палаты лордов, когда его в следующем году возвели в сословие пэров как барона Гренвиля Воттон Андервуда в графстве Бакингем.
В следующем 1791 году он сменил герцога Лидса на посту министра иностранных дел. Декада Гренвиля на этом посту оказалась драматичной, застав войны, последовавшие за Французской революцией. Во время войны Гренвиль был лидером фракции, которая видела ключ к победе в сосредоточении на боевых действиях на континенте, противостоя фракции Генри Дандаса, которая поддерживала войну на море и в колониях. Гренвиль покинул свой пост вместе с Питтом в 1801 году в связи с вопросом о католической эмансипации.
Во время своей службы в министерстве Гренвиль сблизился с оппозиционным лидером вигов Чарльзом Джеймсом Фоксом, поэтому когда Питт вернулся к власти в 1804 году, Гренвиль отказался войти в новый кабинет. Вслед за смертью Питта в 1806 году Уильям стал главой «Правительства всех талантов», коалиции сторонников Гренвиля, вигов Фокса, а также приближенных бывшего премьер-министра лорда Сидмута, в котором Гренвиль с Фоксом как общие лидеры стали первым лордом казначейства и министром иностранных дел соответственно. Родственник У. Гренвиля Уильям Виндхам стал главой Военного министерства и министерства по делам колоний, а его младший брат Томас Гренвиль недолго пробыл Первым лордом Адмиралтейства. Правительство в конечном счете достигло малого, провалившись в своем выборе либо заключить мир с Францией, либо довести до конца католическую эмансипацию (последняя попытка имела следствием отставку правительства в марте 1807 года). Тем не менее, оно совершило одного важное достижение, состоящее в отмене работорговли в 1807 году.
После своей отставки Гренвиль продолжал свою деятельность в оппозиции, поддерживая союз с лордом Греем и вигами, критикуя войну на Пиренейском полуострове, в 1812 году вместе с Греем отказавшись присоединиться к правительству Роберта Дженкинсона. В послевоенные годы Гренвиль постепенно переключает своё внимание на тори, но так и не возвращается в кабинет. Его политическая карьера завершилась из-за инсульта в 1823 году. Гренвиль также являлся почетным ректором Оксфордского университета с 1810 года вплоть до своей смерти в 1834 году.